# أرتور نوغا
أرتور نوغا (بالبولندية: Artur Noga) هو عداء حواجز بولندي ولد في يوم 2 مايو 1988 في بلدة راسيبورز في بولندا، أبرز إنجازاته هو فوزه بالميدالية البرونزية في سباق 110 متر في بطولة أوروبا لألعاب القوى 2012 في هلسنكي، أفضل رقم سجله هو 13.26 ثانية في بولندا وألذي يعتبر أفضل رقم وطني لبولندا.

## روابط خارجية
- أرتور نوغا على موقع الاتحاد الدولي لألعاب القوى (الإنجليزية)
- أرتور نوغا على موقع الرابطة البولندية لألعاب القوى (البولندية)
- أرتور نوغا على موقع الدوري الماسي (الإنجليزية)
- أرتور نوغا على موقع أوليمبيديا (الإنجليزية)
- أرتور نوغا على موقع اللجنة الأولمبية البولندية (مؤرشف) (البولندية)